# Lumiwings
Lumiwings è una compagnia aerea greca con sede a Markopoulo e base all'aeroporto di Atene-Eleftherios Venizelos.

## Storia

### La fondazione e i primi voli
Due ex piloti della compagnia aerea charter greca Astra Airlines hanno fondato Lumiwings nel 2017; le operazioni di volo sono iniziate nel 2018 per conto di Astra Airlines con un Boeing 737-300 e un contratto di locazione di un anno.
Dopo la chiusura di Astra nel 2019, Lumiwings è diventata indipendente e opera voli charter per tour operator e sub charter per altre compagnie aeree.

### Gli hub di Forlì, Trapani e Tuzla
Nel 2021 ha operato voli da Forlì e da Trapani per Palermo, Łódź, Katowice, Arad, Craiova, Santorini, Heraklion, Rodi, Cefalonia e Corfù.
Nel dicembre 2023 apre una nuova base a Tuzla, con voli per Esbjerg, Maastricht, Halmstad, Saarbrucken, Stoccolma Skavsta e Istanbul, chiudendo la stessa a ridosso della primavera 2024.

### I voli da Foggia
Da settembre 2022, la compagnia ha iniziato a operare voli da Foggia per Milano, servendo sia Malpensa che Linate, espandendo poi l'offerta con voli per Torino. Nell'estate del 2023, si aggiungono dallo scalo pugliese le destinazioni stagionali di Catania, Verona e Mostar. L'estate seguente viene inaugurato il volo per Bergamo Orio al Serio, affiancato dai già presenti Linate, Malpensa e Torino. A partire dal 25 novembre 2024 la compagnia ha introdotto un nuovo volo da e per Venezia Marco Polo.

## Flotta

### Flotta attuale
Al settembre 2024 la flotta di Lumiwings è così composta:

### Flotta storica
In precedenza, la compagnia ha utilizzato i seguenti aeromobili: